# Graphviz

A Graphviz segítségével létrehozott gráfábrázolás

Az USA 48 egymással határos államának szomszédsági gráfja

A Graphviz (neve az angol Graph Visualization, gráfábrázolás kifejezésből ered) DOT nyelven leírt gráfok ábrázolására szolgáló nyílt forráskódú eszközök összessége, mely az AT&T kutatólaboratóriumából indult útjára. Parancssoros felülete mellett más alkalmazásokban felhasználható programkönyvtárakat is tartalmaz. A Graphviz Eclipse Public License alatt közzétett szabad szoftver.

## Felépítése
A Graphviz a DOT gráfleíró nyelvből, valamint DOT fájlok előállítására és/vagy feldolgozására szolgáló eszközökből áll:
dotParancssoros eszköz, irányított gráfok hierarchikus vagy többszintű megjelenítésére különféle formátumokban (Postscript, PDF, SVG, stb).
neatoIrányítatlan gráfok "rugós elven" történő elrendezéshez (a Mac OS verzióban "minimális energiájúnak" nevezik).
twopiSugaras gráfelrendezésekhez.
circoKörkörös gráfelrendezésekhez.
fdpMásik módszerrel dolgozó rajzolómotor irányítatlan gráfokhoz.
dottyGrafikus felület gráfok szerkesztéséhez és nézegetéséhez.
leftyProgramozható GUI-vezérlő (widget), ami olyan DOT gráfokat jelenít meg, amelyeken a felhasználó egérrel műveleteket végezhet. Programnyelvét az EZ inspirálta. A lefty így egy modell-nézet-vezérlő tervezési mintájú alkalmazás nézet rétegeként szolgálhat.

## Felhasználási területek
- AsciiDoc: a Graphviz szintaxisban íródótt részleteket diagramként beágyazza
- ArgoUML: egyik módszere az UML diagramok generálására az argouml-graphviz
- ConnectedText Archiválva 2012. május 22-i dátummal a Wayback Machine-ben: létezik hozzá Graphviz plugin
- Compiler Construction Toolkit: reguláris kifejezéseken alapuló automaták megjelenítésére képes Ruby-Graphviz segítségével
- DokuWiki GraphViz Plugin
- Doxygen: Graphvizt használ ábrák készítéséhez (osztályhierarchiák, közös munka)
- Gephi: szintén van Graphviz pluginje
- GRAMPS: családfák előállításához használ Graphvizt
- GraphViz - MediaWiki Graphviz Extension
- KGraphViewer/KGraphEditor: KDE gráfnézegető és -szerkesztő
- Linguine Maps Java API Graphvizhez
- lisp2dot: Lisp-szerű programfákat alakít DOT nyelvre. A mesterséges intelligencia területén a genetikus programozás módszeréhez használható
- MoinMoin wiki Graphviz Extension
- OmniGraffle 5: a Graphviz motort használja gráfok elrendezésének automatikus kialakítására
- PlantUML: UML diagramokat állít elő szöveges leírás alapján
- Puppet: DOT-ban leírt rendszererőforrás-gráfokat készít, amelyek Graphviz segítségével nézhetők meg[5]
- QuickGraph: szintén képes a gráfokat Graphviz segítségével megjeleníteni
- Scribus: nyílt forráskódú asztali kiadványszerkesztő program, amely saját belső szerkesztőfelületébe ágyazva jeleníti meg a gráfokat
- Sphinx: documentáció-generáló program, amely Graphvizzel is képes a dokumentumokba grafikonokat beágyazni
- Trac: projektmenedzsment és hibakövető rendszer; wiki komponenséhez elérhető Graphviz plugin
- UMLGraph: UML osztály- és szekvenciadiagramokat készít delkaratív specifikáció alapján
- WinGraphviz Archiválva 2010. november 24-i dátummal a Wayback Machine-ben: régebbi külső fejlesztésű natív win32 platformra alkalmazott változat
- WikidPad: Graphviz plugint használ
- ZGRViewer: SVG-alapú, zoomolható nézegető nagy gráfokhoz

## Külső hivatkozások
- Graphviz honlap (angol nyelven)
- Graphviz, Projects & Software Page, AT&T Labs Research, (angol nyelven)
- An Introduction to Graphviz and dot (M. Simionato, 2004) (angol nyelven)
- Create relationship diagrams with Graphviz (Shashank Sharma, 2005) (angol nyelven)
- Visualize function calls with Graphviz (M. Tim Jones, 2005) (angol nyelven)
- Böngészőben használható Graphviz, nem igényel telepítést (angol nyelven)

## Fordítás
- Ez a szócikk részben vagy egészben  a   Graphviz című angol Wikipédia-szócikk ezen változatának fordításán alapul.  Az eredeti cikk szerkesztőit annak laptörténete sorolja fel. Ez a jelzés csupán a megfogalmazás eredetét és a szerzői jogokat jelzi, nem szolgál a cikkben szereplő információk forrásmegjelöléseként.